# سزیم هیدروکسید
سزیم هیدروکسید (به انگلیسی: Caesium hydroxide) با فرمول شیمیایی CsOH یک ترکیب شیمیایی است. که جرم مولی آن ۱۴۹٫۹۱۲ g/mol می‌باشد. شکل ظاهری این ترکیب، fبلورهای زرد و سفید است.